# Michael Albert

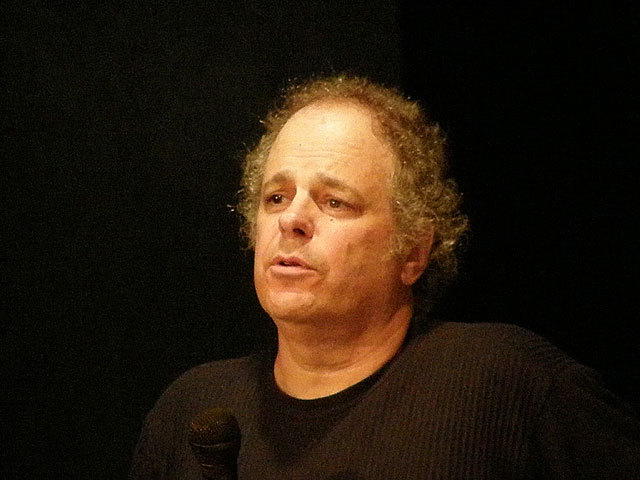
Michael Albert w 2009

Michael Albert (ur. 8 kwietnia 1947) – amerykański aktywista i autor, współredaktor i współzałożyciel grupy medialnej Z Communications; brał również udział w tworzeniu wydawnictwa South End Press. W latach 60. aktywista organizacji Students for a Democratic Society oraz ruchu antywojennego. W latach 80. razem z Robinem Hahnelem wypracował projekt systemu ekonomicznego nazywany ekonomią uczestniczącą. 

## Książki
- What is to be undone: a modern revolutionary discussion of classical left ideologies P. Sargent, Boston 1974
- Unorthodox Marxism: an essay on capitalism, socialism, and revolution (razem z Robinem Hahnelem) South End Press, Boston 1978
- Socialism Today and Tomorrow (razem z Robinem Hahnelem) South End Press, Boston 1981
- Liberating theory (Michael Albert et al.) South End Press, Boston 1986
- Quiet revolution in welfare economics (razem z Robinem Hahnelem) Princeton University Press, Princeton 1990
- Looking forward: participatory economics for the twenty first century (razem z Robinem Hahnelem) South End Press, Boston 1991
- The political economy of participatory economics (razem z Robinem Hahnelem) Princeton University Press, Princeton 1991
- Moving forward: program for a participatory economy AK Press, Edinburgh- San Francisco 2000
- The trajectory of change: activist strategies for social transformation South End Press, Cambridge 2002
- Parecon: Life After Capitalism Verso, London 2003 (wyd. polskie Ekonomia uczestnicząca: życie po kapitalizmie Oficyna Bractwa Trojka, Poznań 2007)
- Stop the killing train: radical visions for radical change South End Press, Boston 1994.
- Thought dreams: radical theory for the twenty-first century Arbeiter Ring Pub, Winnipeg 2004
- Realizing hope: life beyond capitalism Zed Books, Fernwood Publishing, London-New York 2006
- Remembering tomorrow: from SDS to life after capitalism Seven Stories Press, New York 2006